# Yard (bicchiere)

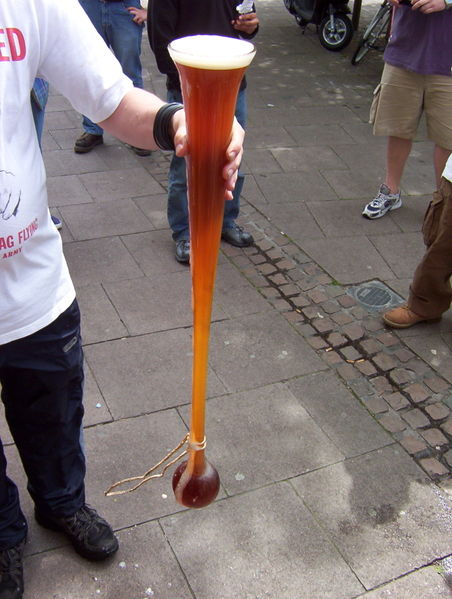
Uno yard di misura media

Lo yard o yard glass è un bicchiere molto alto usato per bere la birra: uno yard o yard of ale (di birra inglese) è la misura a cui è riferita la quantità (variabile) di birra tenuta in questo tipo di bicchiere; il bicchiere è lungo circa una iarda (poco meno di un metro) di lunghezza, il che spiega l'origine del nome, e molto stretto, contiene circa 2 pinte imperiali (che equivalgono a 1,14 litri) di birra.
Il bicchiere è modellato come una lampadina alla parte inferiore e un albero d'allargamento che costituisce la maggior parte dell'altezza. Poiché il bicchiere è così lungo e non ha una base piana stabile, quando non è in uso viene appeso alla parete.
Bere un bicchiere di birra yard è una tradizione usata nei Pub diventata poi quasi un gioco, infatti lo scopo è di bere l'intero quantitativo senza fare pause per respirare, bevendolo il più velocemente possibile. Solitamente quando un bicchiere yard viene alzato è difficile riuscire a smettere di bere, per poterlo fare bisogna ruotare altrimenti si rischia di bagnarsi.

## Inghilterra
Il bicchiere yard in Inghilterra viene chiamato in vari modi come Long Glass (bicchiere lungo), Cambridge yard glass (uno yard di Cambridge) o Ell Glass (un bicchiere d'Auna). Questo bicchiere era la prova dell'abilità del soffiatore di vetro tanto quanto del bevitore. Nel 1685 il diarista John Evelyn della Royal Society ha registrato un brindisi formale ma festoso a Giacomo II d'Inghilterra (1633-1701), a Bromley, nel Kent, in cui si bevve birra dagli yard.
I bicchieri yard possono ancora essere trovati appesi sulle pareti di alcuni pub inglesi.
Il 4 maggio 1975 Peter Dowdeswell di Earls Barton, Northamptonshire in Inghilterra, segna il record dei Guinness dei primati per la bevuta più veloce di uno yard da 2 pinte imperiali (1,14 litri o 1,20 quart), eseguita in 5 secondi a RAF Upper Heyford in Oxfordshire.

## Australia e Nuova Zelanda
In Australia lo yard glass ha avuto un significante effetto nella cultura popolare del bere. Il rituale del bicchiere yard (svuotare il contenuto del bicchiere il più veloce possibile), non si limita solo alla cultura bogan australiana, infatti è egualmente popolare fra gli allievi delle università.
L'ex Primo Ministro australiano Bob Hawke era lo sponsor del record del mondo per il più veloce bevitore di un yard di birra.
È una tradizione popolare ricevere un yard come regalo per il raggiungimento della maturità: il diciottesimo compleanno in Australia e il ventunesimo in Nuova Zelanda.

## Cultura di massa
Nel film commedia americano Beerfest viene usato un bicchiere per bere basato sul bicchiere dello yard, ma a forma di un grande boccale, in cui è similmente difficile bere e che deve essere ruotato nello stesso modo.